# Battista Cardinale
Giovanni Battista Cardinale, detto Luigi (Struppa, 10 giugno 1895 – Rapallo, 20 agosto 1978), è stato un lottatore italiano.

## Biografia
Nato nel 1895 a San Siro di Struppa, quartiere di Genova, gareggiava nella lotta greco-romana, nella classe di peso dei pesi mediomassimi.
A 24 anni partecipò ai Giochi olimpici di Anversa 1920, nella lotta greco-romana, pesi medio-massimi, uscendo subito agli ottavi di finale, sconfitto per decisione dal belga Émile Walhem.
Morì nel 1978, a 83 anni.